# Qiao tan nu jiao wa
The Deadly Angels ("Ciu taam neui giu wa" en cantonés) es una película de Hong Kong de 1977 del género de acción, con artes marciales y chicas con pistolas. El idioma de la película es en inglés y cantonés. Fue dirigido por Hun Choi y Hsueh Li Pao. 

## Argumento
Se trata de una versión de Los Ángeles de Charlie de Hong Kong. Un grupo de élite de 3 chicas de distintas nacionalidades (Hong Kong, Corea y Singapur) que poseen grandes conocimientos de artes marciales y utilizan sofisticadas armas al estilo de James Bond, luchan contra el crimen organizado. La película comienza con las tres chicas, que bajo identidad secreta, se introducen en el cabaret de una organización mafiosa.